# Brauerei Schweizergarten

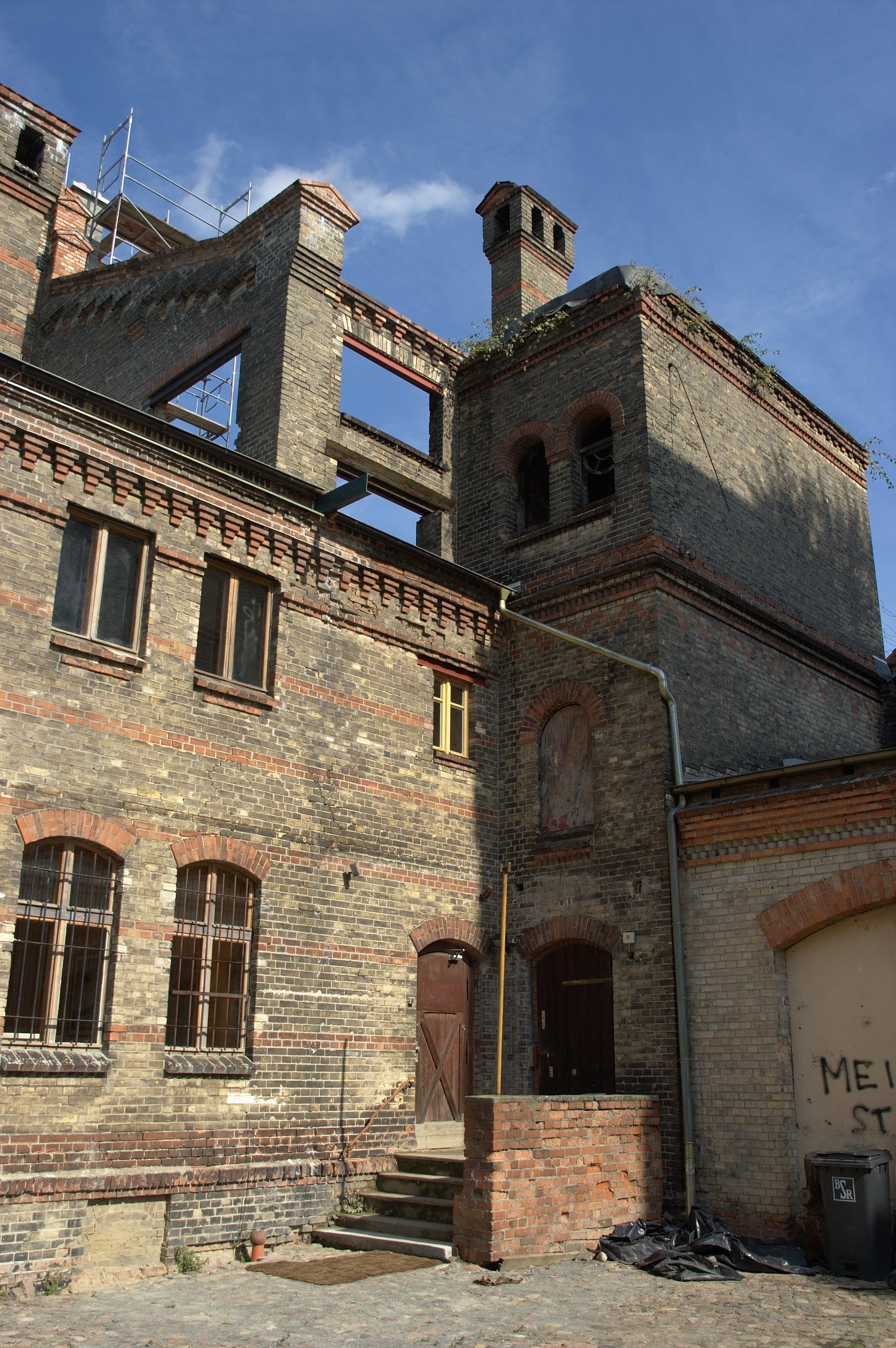
Am Schweizer Garten (ehemalige Brauerei Schneider), Prenzlauer Berg, 2011

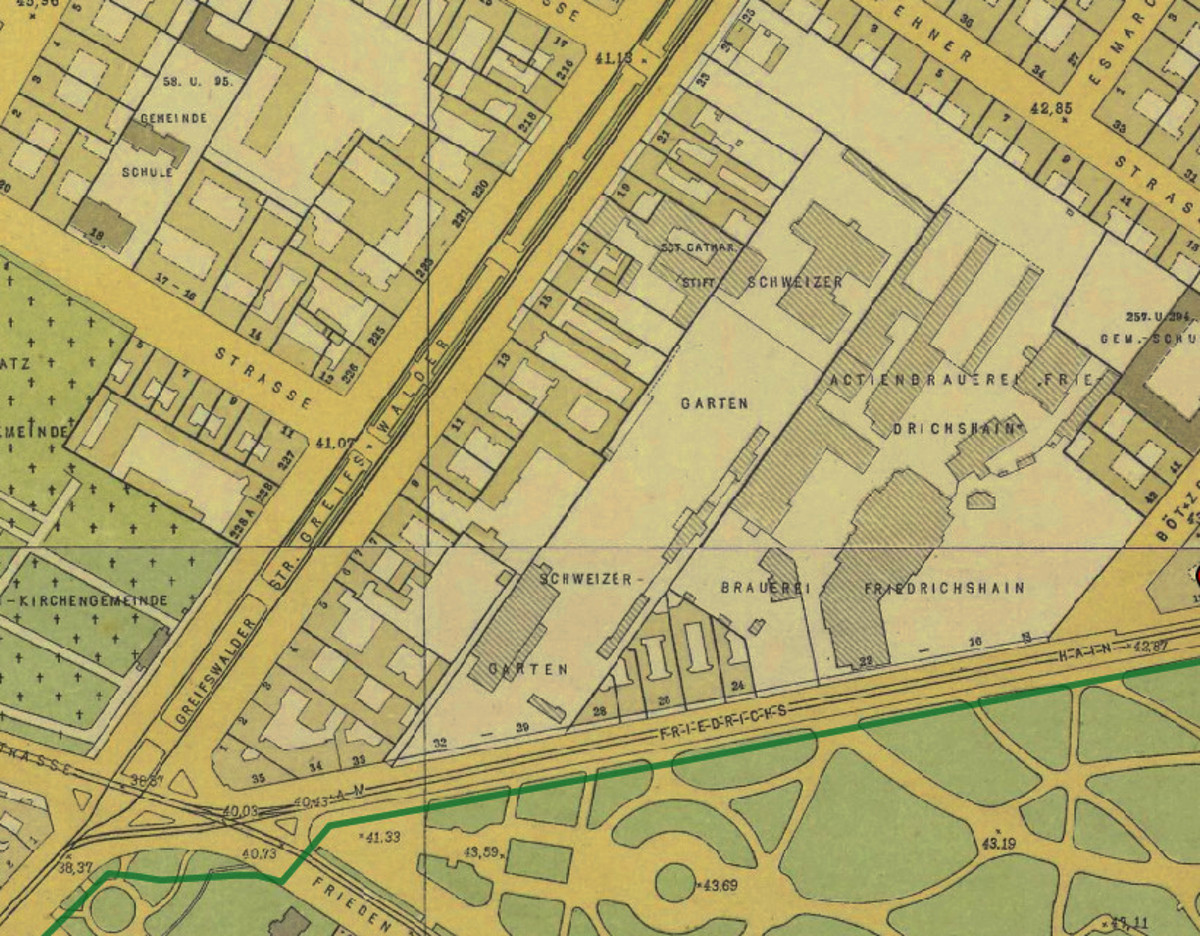
Friedrichshain Schweizer Garten Straubeplan, 1910

Die Brauerei am Schweizergarten, nach ihrer Bauherrin Familie Schneider auch Schneiders Brauerei genannt, war eine Ende der 1880er Jahre durch den Berliner Raths-Maurermeister Arthur Rohmer errichtete Brauerei in Alt-Berlin im Bötzowviertel im späteren Ortsteil Prenzlauer Berg. Sie war Ende des 19. Jahrhunderts eine von 16 Brauereien in diesem Bereich. Die Brauerei Schweizergarten ist als Schneider´s Brauerei in die Denkmaldatenbank des Landesdenkmalamtes Berlin eingetragen worden.
Die Immobilie befindet sich im 21. Jahrhundert in Privatbesitz und wird anderweitig genutzt.

## Geschichte und Nachnutzungen bis 1989
Die Brauerei lag am Königstor zu Berlin in der Straße Am Friedrichshain 1a Ecke Greifswalder Straße 23. Inhaber der Brauerei war Carl Schneider, der bereits in den 1890er Jahren zu den Millionären in Preußen gehörte. Die Gesellschaft war Mitglied im Verein der Brauereien Berlins und Umgegend. Zudem unterhielt die Brauerei das Schweizergarten-Sommertheater in Friedrichshain, das als Brauerei-Ausschank diente und Platz für 10.000 Personen bot. Es verfügte über eine Trinkhalle, eine Kegelbahn, später auch Restaurants, Kaffee- und Biergarten sowie einen Konzertgarten mit eigenem Orchester. Schneiders ließen schließlich noch einen Tanz- und Konzertsaal hinzubauen. So entstand der große Saalbau der Brauerei Schneider im Schweizergarten.
1904 war Otto Gallasch Braumeister der Anlage. 1907 führte das Kelly's Directory of Merchants, Manufacturers and Shippers die Brauerei auf, die technisch anspruchsvolles untergäriges Bier erzeugte. Auch Weißbier soll gebraut worden sein.
Noch 1918 soll es die Brauerei gegeben haben, wie einem Adressbuch zu entnehmen ist. Nach einer anderen Quelle wurde die Biererzeugung bereits im Jahr 1914, noch vor Ausbruch des Ersten Weltkriegs eingestellt. Das gut besuchte Ausflugslokal Schweizergarten blieb erhalten und ließ sich das hier ausgeschenkte Bier von anderen Brauereien zuliefern.
Ein Pächter (Willibald Paeschke) schloss im Jahr 1921, in der Weimarer Republik, mit der Witwe Schneider einen Vertrag zur weiteren kulturellen Nutzung des Brauerei-Areals ab. Er ließ ein weiteres Restaurant für 730 Besucher und eine 60 m² große Bühne errichten. So fanden in der Folge open-air-Kinovorstellungen, Konzerte, Boxkämpfe oder Tanzbälle statt. Das Gelände bekam jetzt die Bezeichnung Vergnügungspark Märchengartenetablissment, weil es in der Nähe des Märchenbrunnens lag.
Im Veranstaltungssaal Prachtsäle am Märchenbrunnen fand am 28. August 1924 die Gründungsversammlung der Ortsgruppe Berlin des Roten Frontkämpferbundes statt.
Auch in der NS-Zeit dienten die Bauten als vielseitiger Veranstaltungsort, nun vor allem für Propaganda. In den letzten Jahren des Zweiten Weltkriegs wurden sie zum Bunker-Ersatz, da ihre tief im Erdboden gelegenen naturbelassenen Kellergewölbe Schutz gegen Bomben und Straßenkämpfe boten. Die oberirdischen Gebäudeteile erlitten starke Schäden, und die Baureste wurden nach 1945 zu großen Teilen entfernt.
In den späten 1940er Jahren etablierte sich hier eine Autowerkstatt, auch Kohlen wurden gelagert. In der DDR-Zeit entstanden auf den freien Flächen schrittweise Büros in Leichtbauweise und ein Kindergarten. Zudem kam wiederum eine Autowerkstatt hinzu. Einige Berichte enthalten Hinweise darauf, dass im Kalten Krieg in den Räumen auch Militärausrüstung eingelagert war. Die Keller sollen auch als Champignon-Zuchtanlage gedient haben.

## Architektur
Rohmer hatte eine kompakte Brauanlage entworfen mit bis zu 1,20 Meter dicken Wänden, deren Luftkanäle und Kaminzüge das Ausfrieren der Lager- und Gärkeller ermöglichte. Die oberirdischen Bauten waren nur zwei Etagen hoch und blieben unverputzt. Sie zeigen das typische Streifenmuster der beigen und roten Backstein-Industriekultur.
Zur Kühlung der Brauereiprodukte besaß der Baukomplex einen Eiskeller, der als der letzte erhaltene Natureis-Keller in der Berliner Innenstadt gilt und denkmalgeschützt ist. Im Untergrund sind insgesamt vier Kellergewölbe erhalten, die 15 Meter unter dem Straßenniveau im natürlichen Baugrund liegen.
Das ruinenartige Dachelement ist das Ergebnis eines Granateneinschlags am Ende des Krieges und soll nach dem Willen des Besitzers in dieser Form als Mahnmal erhalten bleiben. Bautechnisch wurde es stabilisiert.
Im Erdgeschoss befinden sich zwei große nebeneinanderliegende Hallen mit acht Meter hohen Decken. Sie bieten 180 Quadratmeter und 270 Quadratmeter Nutzfläche. Neben den beiden Haupthallen liegt die 120 Quadratmeter große ehemalige Schwankhalle, in denen früher der An- und Abtransport der Bierfässer stattfand.

## Nutzung seit den 1990er Jahren
Nach der Wende blieb die Nutzung der Bauten unklar, der Kindergarten konnte vorerst bleiben. Die übrigen zugänglichen Bestandteile fielen dem Vandalismus anheim und verwahrlosten. Von 1997 bis zum Jahr 2002 ließ die Bezirksverwaltung eine Zwischennutzung zu, mit dem Hauptziel der Sanierung der Restbauten. 2000 wollte ein Investor auf der Fläche eine Sporthalle errichten und betreiben. Die Ruine sollte als Jugendclub dienen. Zur Umsetzung dieser Pläne kam es nicht, weil einer der befristeten Nutzer (Jens Reule Dantas) in der Halle die UFO Sound Studios eingerichtet hatte und diese weiter betreiben wollte. Er erwarb die gesamte Immobilie im Jahr 2006 und setzte die denkmalgerechte Sanierung fort. Nun wird das Brauereiensemble für Kulturveranstaltungen und als Musikbrauerei genutzt. Die Hallen im Erdgeschoss weisen eine gute Akustik auf und dienen für Konzerte und Tonaufnahmen. Teile des Films Ich und Kaminsky mit Daniel Brühl sind hier aufgenommen worden.
Die beiden Hallen des einstigen Saalbaus ließ der Eigentümer zu einer Recording-Halle mit Eichenholzboden, Bühne, Bar, Licht- und Soundsystem sowie einem Besuchersaal mit unverputzten Backsteinwänden für Veranstaltungen und Livemusik ausstatten.
Anfang der 2000er Jahre wurden in Teile der ehemaligen Brauereigebäude Loftwohnungen eingebaut und das Dach mit einem gläsernen Aufbau versehen. Die hier entstandene Straße erhielt den Namen Am Schweizer Garten und nimmt damit Bezug auf die frühere Brauerei.